# Möbiskruge
Möbiskruge ist ein Ortsteil von Neuzelle und befindet sich etwa sechs Kilometer südwestlich von Eisenhüttenstadt im Land Brandenburg. Die L 431 führt von Möbiskruge in das rund drei Kilometer entfernte Neuzelle. Die L 43, welche Friedland mit Eisenhüttenstadt verbindet, verläuft ebenfalls durch den Ort.

## Geschichte

### Namensdeutung
Bereits im Mittelalter wurde der Weg von Friedland nach Neuzelle über Möbiskruge genutzt. Möglicherweise findet sich hier der Ursprung des Namens: Mewis Krug beziehungsweise Mebiß Krug als Abkürzung des Personennamens Bartholomäus in Form von Mewis oder Mebis. Es könnte sich somit um den ersten Eigentümer eines Kruges im Ort gehandelt haben.
Erste Erwähnung findet sich am 14. Februar 1318 Meuscruge, am 16. November 1329 findet sich die Schreibweise erneut: in Fṽnfechgen atque Meuscruge. In den Jahren 1416 bis 1426 zu Mewskruge, im Jahre 1575 Mewiskrüg, 1612 zue Meweß Kruegk, 1627 Mebißkrugk, 1700 Mebißkrug und 1705 zu Mewiskruge.

### Gewannflurnamen

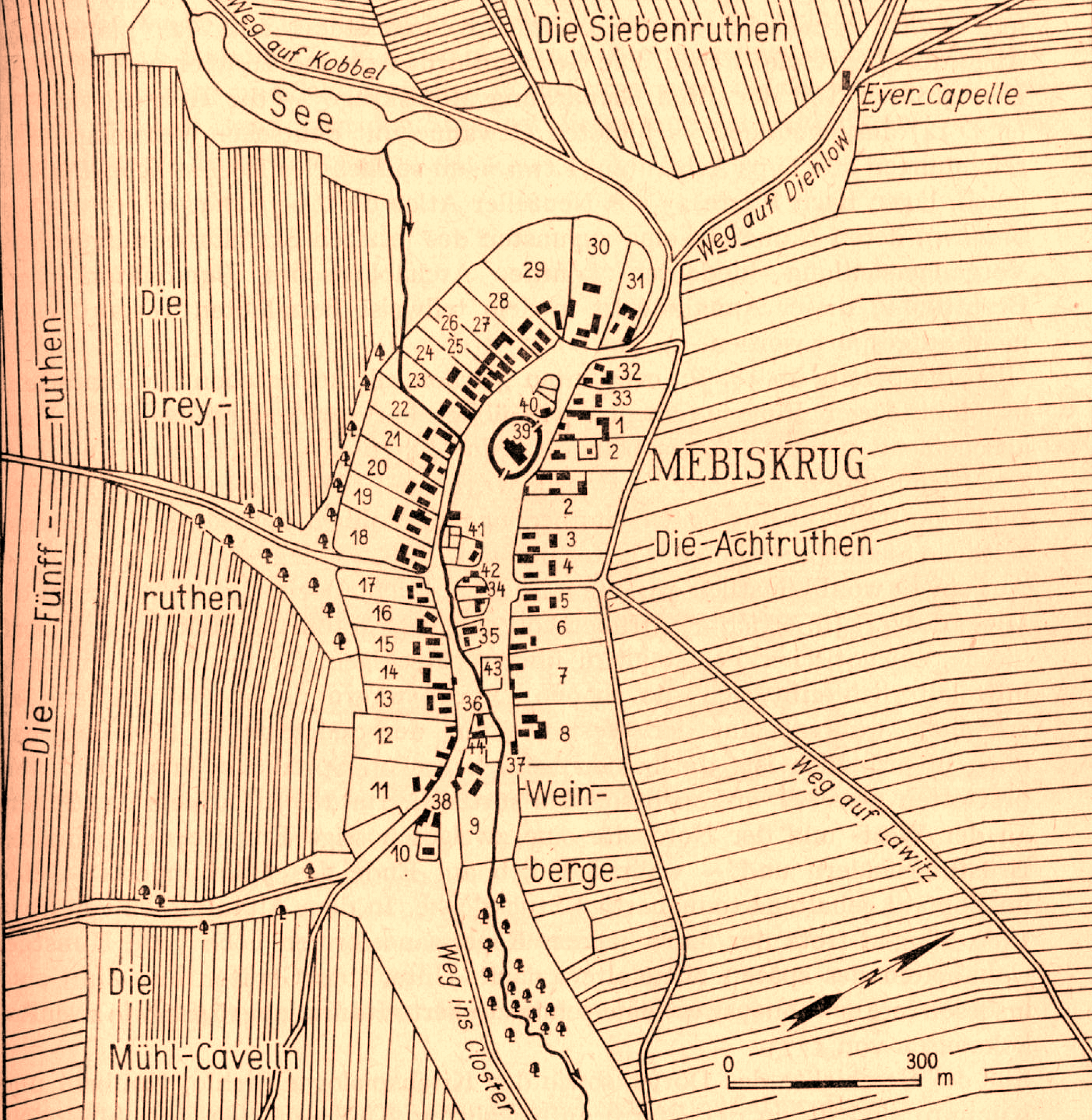
1 Pfarre, 2 Lehnschulzengut, 27 Alecks Gut, 30 Krug, 39 Kirche und Kirchhof, 40 Schulmeister, 41 Schmiede, 42 Hirte, 44 Schäferei
(1742)

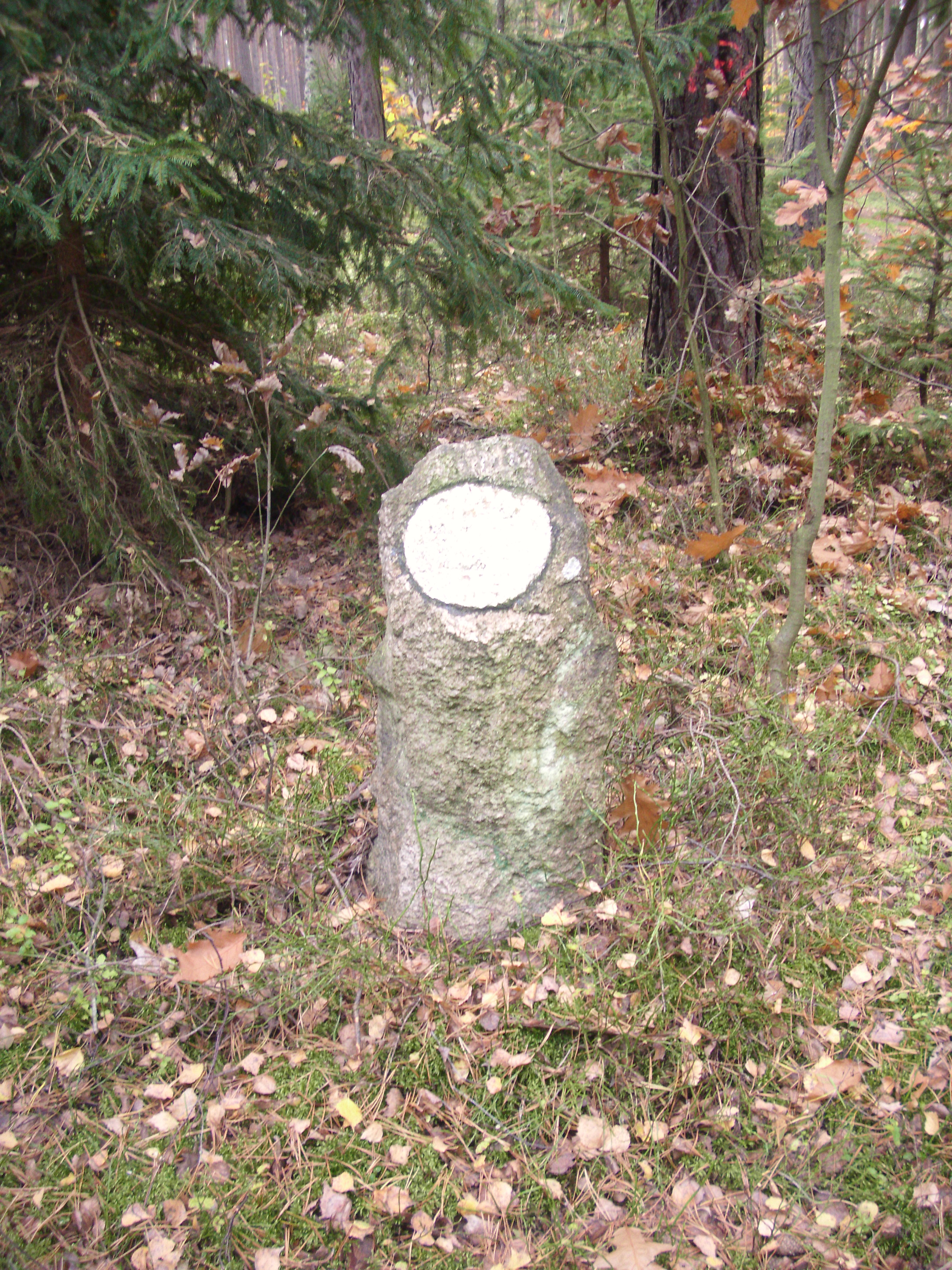
Ehemaliger Jagenstein

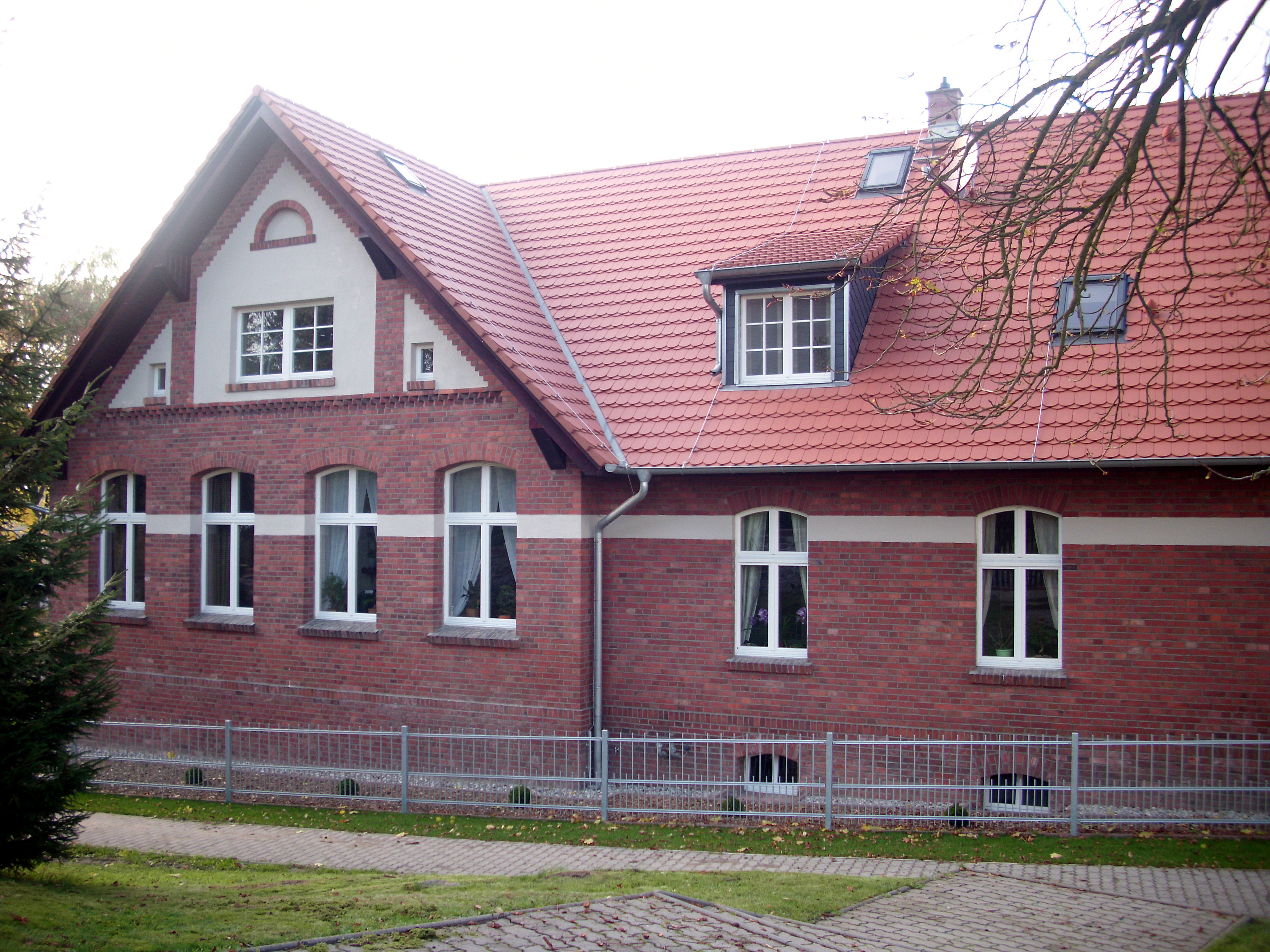
Ehemalige Schule

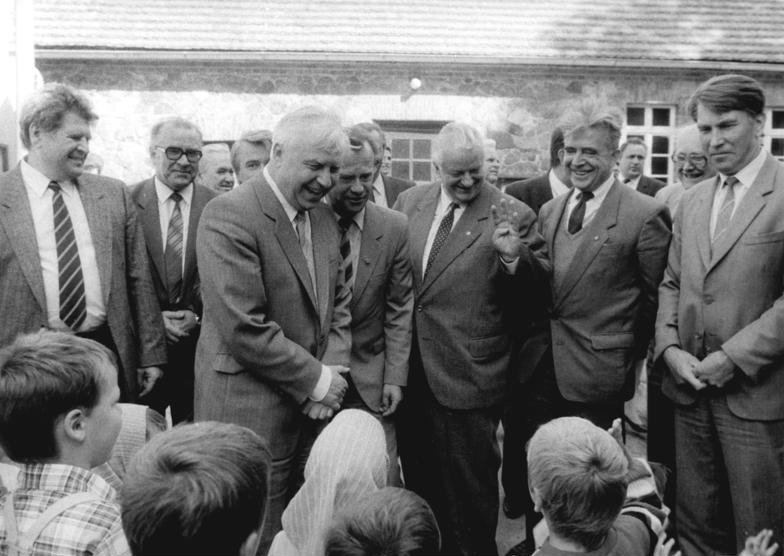
Bei einem Rundgang durch das Dorf Möbiskruge besuchte die Abordnung auch den Kindergarten des Ortes. 3.v.r.: Werner Krolikowski, Mitglied des Politbüros und Sekretär des ZK der SED, Besuch einer KPdSU-Delegation am 13. September 1989

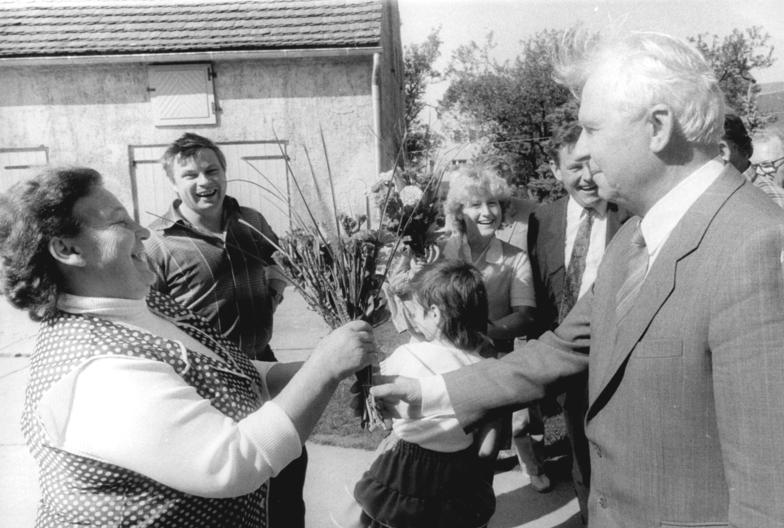
Bei einem Rundgang durch das Dorf Möbiskruge kam es auch zu einer herzlichen Begegnung mit der Bäuerin Meta Krüger (l.), Besuch einer KPdSU-Delegation am 13. September 1989

Siedlungen gab es bereits zu einer Zeit, bevor Heinrich der Erlauchte dem Kloster Neuzelle das Dorf verlieh. Heinrich Berghaus berichtet nach eigenem Augenschein: Im Neuzeller Stiftsgebiet finden sich einige Spuren von heidnischen Begräbnissen. So bei Neuzelle, Schlabe, Möbiskruge, Wellmitz, Breslagk. Alle diese Grabhügel, deren es bei Breslagk ehemals nicht mehr als 60 gab, sind mit großen Steinen belegt und der ganze Landstrich, der den gebirgigen Teil der Niederlausitz ausmacht, ist ein Fundort zahlreicher Versteinerungen meist mit Kalk und Feuersteinen.
Die Gewannflurnamen sind fast alle deutschen Ursprungs: Hutberg, Maiselauch (Mäuselauch), Am See, Achterpläne, Fünfhirten, Dowevierten, Eierpfuhl, Kesselkeite (Anmerkung: als Kesselkeiten bezeichnet man Einbruchstellen des Bodens, zum Beispiel durch Untertagebau verursacht), Krähenborn, Mäuseberg, Boskenhebbel. Die Hörnchen Flur ausgenommen, bildeten Gewanne mit deutschen Vermessungsbezeichnungen des Typs Achtruten den größten Teil der alten Gemarkung. Etwa zwei Kilometer südlich des Dorfes, beim Pfaffenlauch, lagen die Dorff-Stücken oder Dorff Städten (1691), deren Name auf eine ältere Siedlung deuten könnte.
Der Liäsck (Acker) bezieht sich jedoch auf den niedersorbischen Flurnamen Läsk von lěsk = kleiner Laubwald. Hier fließt auch der Läskefließ (Lawitzer Fließ).

#### Hörnchen
Am sogenannten Hörnchen (Pastoracker, Pastorlauch) befand sich etwa 3 km nordwestlich von Möbiskruge eine alte Dorfstelle, welche Hörnchen oder Neu- bzw. Klein-Möbiskruge hieß. In einer Bestätigungsurkunde von Kaiser Karl IV. aus dem Jahre 1370 wird der Ort genannt: Hornichen limitibus et pertinentiis suis. Vor dem Hofe des ehemaligen Schulzen von Hörnchen soll bis etwa 1888 der große, sieben Schritt lange Stein gelegen haben, welchen man auf dem Grund und Boden der Königlichen Forst dicht an der Möbiskruger Grenze zersprengt hatte, um aus ihm Jagensteine herzustellen. Die Dorfbewohner erzählten sich, das auf dem Stein Schriftzeichen ausgekratzt waren, andere Bewohner berichteten einstimmig, dass nur eine Pferdetappe und eine Menschenhand darauf eingegraben waren. Nach ihren Erzählungen wurde das Dorf bereits im Hussitenkriege zerstört, ebenso, wie das mit dem Dorfe, welches auf Schlaubemüllers Dorfstelle gestanden hat, geschehen sei. Durch das Land zwischen Elbe und Oder soll kein Feind mehr hindurch gekommen sein, weil alles verwüstet war. 150 Städte und mehrere hundert Dörfer sollen zerstört worden sein. Über die bereits 1799 erwähnten Urnen mit heidnischen Blechmünzen aus der Möbiskruger Flur und eine Steinaxt mit beiderseits begonnener Vollbohrung sowie eine bronzezeitliche Siedlung südlich des Ortes ist nicht mehr viel bekannt. Ein Münzfund aus dem Jahre 1891 enthielt 114 Kleinmünzen aus der Zeit zwischen 1511 und 1612.

### Ortsgeschichte
Das Patronatsrecht über die Kirche und ihre Besitzungen erhielt das Kloster Neuzelle im Jahre 1333 Möbiskruge war ein Fundationsgut, es stellte als Besitz, gemeinsam mit den anderen, dem Kloster zugeschlagenen Dörfern, dessen Gründung sicher. Um 1420 hatte das Angerdorf 50 Hufen, davon gehörten dem Lehnschulzen vier und der Pfarre zwei. Zu den ersten bekannten Pfarrern des Dorfes gehörte der Mönch Lucas Gardian im Jahre 1506 und der Mönch Valentinus Saltzenbrodt im Jahre 1550, ihm folgte 1554 Maternus von Zipperlingen. Im Dorf leben 21 Bauern und zehn Kossäten, nach dem Dreißigjährigen Krieg waren es noch fünf Bauern und vier Kossäten. Auch der Pfarrer hatte es während dieser Zeit schwer, Pfarrer Georg Witzmann reichte im Jahre 1638 zusammen mit dem Fünfeichener und dem Göhlener Pfarrer eine Klage beim Landvogt gegen das Kloster ein, da das Kloster die Pfarrer nicht bezahlte und ihnen den Dezem für die unbesetzten Bauernstellen schuldig blieb. Doch wie schon in den Jahren zuvor, blieb diese Klage erfolglos, da das Kloster nach altem Recht von Zahlungen befreit war. Zum Mahlen des Getreides und zum Bretterschneiden mussten die Einwohner seit 1700 bis ins 19. Jahrhundert zur Kummeroer Mühle, dann errichteten die Mübiskruger eine Bockwindmühle südöstlich des Dorfes. An die Mahl- und Schrotmühle erinnerte nur noch ein Mahlstein auf Mellersch Berch (Müllers Berg), nachdem sie kurz vor dem Ersten Weltkrieg demontiert wurde. Es muss jedoch früher schon eine Mühle gegeben haben, da die Karte von 1742 die Mühl-Cavelln als Flurnamen führt.
Ein Hanß Welckischen...Ausgedinger auf Alecks Guthe zu Möbißkruge (später Lindenstraße 9), wurde 1765 auf Weisung des Neuzeller Abts Gabriel Dubau als Stöhrer der öffentlichen Ruhe und Aufrührer in Haft genommen. Dieser befürchtete einen Aufstand seiner Stiftsuntertanen auf Grund des aufhetzenden Rebellenbriefs des Welkisch. Jener hatte die Bauern des Stiftsgebietes in einem durch alle Dörfer geschickten Schreiben aufgerufen, bei der sächsischen Kurfürstin wegen verschiedener Angelegenheiten wider den Abt Beschwerde zu führen. Der Abt griff entsprechend hart durch, da er bereits große Probleme mit dem Treppelner George Wollenberg hatte. Dubau war seit dem 18. Januar 1742 bis zu seinem Tod der Abt des Klosters Neuzelle.
Nördlich des Kieselwitzer Weges, auf einem heute bewaldeten Hügel hinter dem Friedhof, bestand im 18. Jahrhundert eine Ziegelei. Im Jahre 1790 gab es im Ort einen Schulmeister und einen Katecheten. Bereits 1742 verzeichnet die Karte des Schulmeisters Stelle, eine Schule neben der Kirche. Ab 1833 wurde ein Mitschke aus Heinersdorf (Łęgowo) bei Züllichau der neue Küster und Schullehreradjunkt.
Für den Chausseebau von Möbiskruge nach Neuzelle-Schlaben und vom Haltepunkt Coschen nach Bomsdorf erließ der preußische Staat am 20. Januar 1896 einen Erlass über das Enteignungsrecht des Landkreises Guben. Um 1900 wurde das Schulhaus neu gebaut. In der Zeit der DDR wurde sie jedoch Sitz des Rates der Gemeinde und zeitweise war ein Kindergarten dort untergebracht. Die Schulkinder besuchen in der DDR die Polytechnische Oberschule in Neuzelle und fahren auch heute noch in die umliegenden Orte zum Schulbesuch.
Mit dem Ende des Zweiten Weltkrieges kamen Tausende heimatloser Flüchtlinge aus den Gebieten östlich von Oder und Neiße. Im Herbst 1945 lebten in Möbiskruge 230 Umsiedler, das waren 48,7 % der Gesamtbevölkerung. Vielen von ihnen erhielten während der Bodenreform Land aus den Flächen eines enteigneten Bauern und dem 34 Hektar großen Lehngut. Sie waren nicht lange Neubauern, im Jahre 1960 wurde die LPG 8. März gebildet, welche später in die LPG Frühling Diehlo eingegliedert wurde. Etwas außerhalb des Dorfes wurden ihre Ställe für Milchvieh und zur Schweineaufzucht errichtet. Nach dem Zusammenschluss der Kobbelner und Treppelner LPGen nutzten sie auch Anlagen in Kobbeln. Am 1. Januar 1973 wurde die KAP Süd aus der KAP Wellmitz (1969) und Möbiskruge (1971) gegründet. Der Krug, welcher bis nach 1945 eine Schankwirtschaft war, wurde bis 1979 Sitz der KAP, danach zog die Verwaltung der LPG ein. Im selben Jahr wurde aus der KAP Süd die LPG Pflanzenproduktion Werner Lamberz, welche ihren Sitz von Möbiskruge nach Neuzelle verlegte. Ihr Vorsitzender wurde Hans-Dieter Wellkisch, Nachfahre der Familie des Hanß Welckischen vom Aleckschen Gut. Er bewohnt das ehemalige Einhüfnergut Lohrentz (Lindenstraße 10) direkt neben dem einstigen Gut.
Im Ort entstanden ein 24-Wohnungseinheiten-Neubau, eine Konsumverkaufsstelle und eine kleine Freilichtbühne. Die örtliche Sportgemeinschaft BSG Traktor Möbiskruge wurde 1967 gegründet, im Jahre 1979 bestanden vier Sektionen mit 120 Mitgliedern. Heute bestehen im SV Möbiskruge noch immer drei Fußballmannschaften und ein Chor. Es gab einen Reitsportverein, heute besteht der Reit- und Freizeitverein Möbiskruge e. V. und seit 1973 ein Karnevalsverein, heute der MCC Möbiskruge e. V. Ein nach der Wende eingerichtetes Bauernmuseum ist nun in Neuzelle befindlich.
Am 31. Dezember 2001 wurde Möbiskruge mit zehn weiteren Orten zur neuen Gemeinde Neuzelle zusammengeschlossen.

## Kultur und Sehenswürdigkeiten

### Kirche

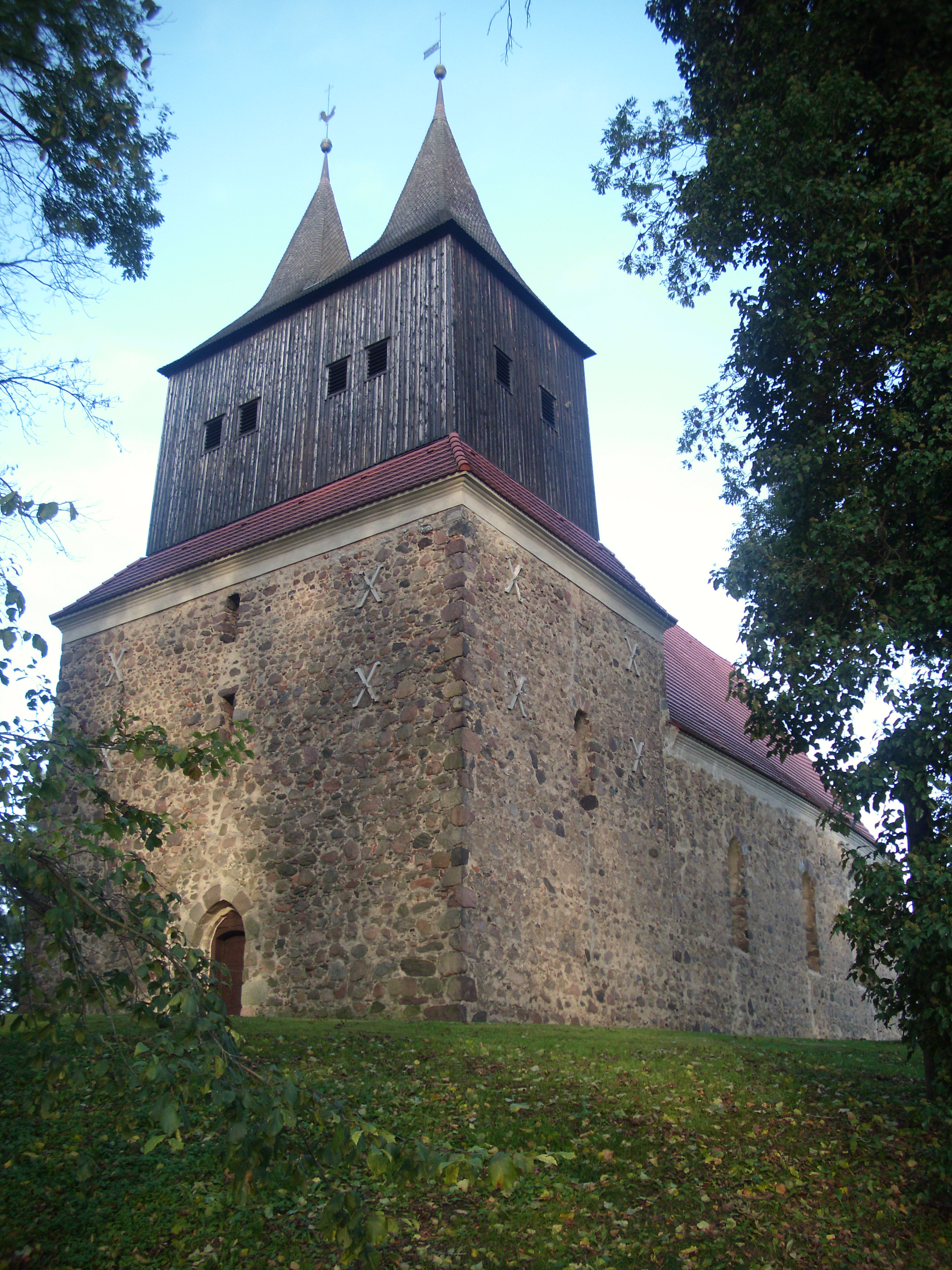
Kirche

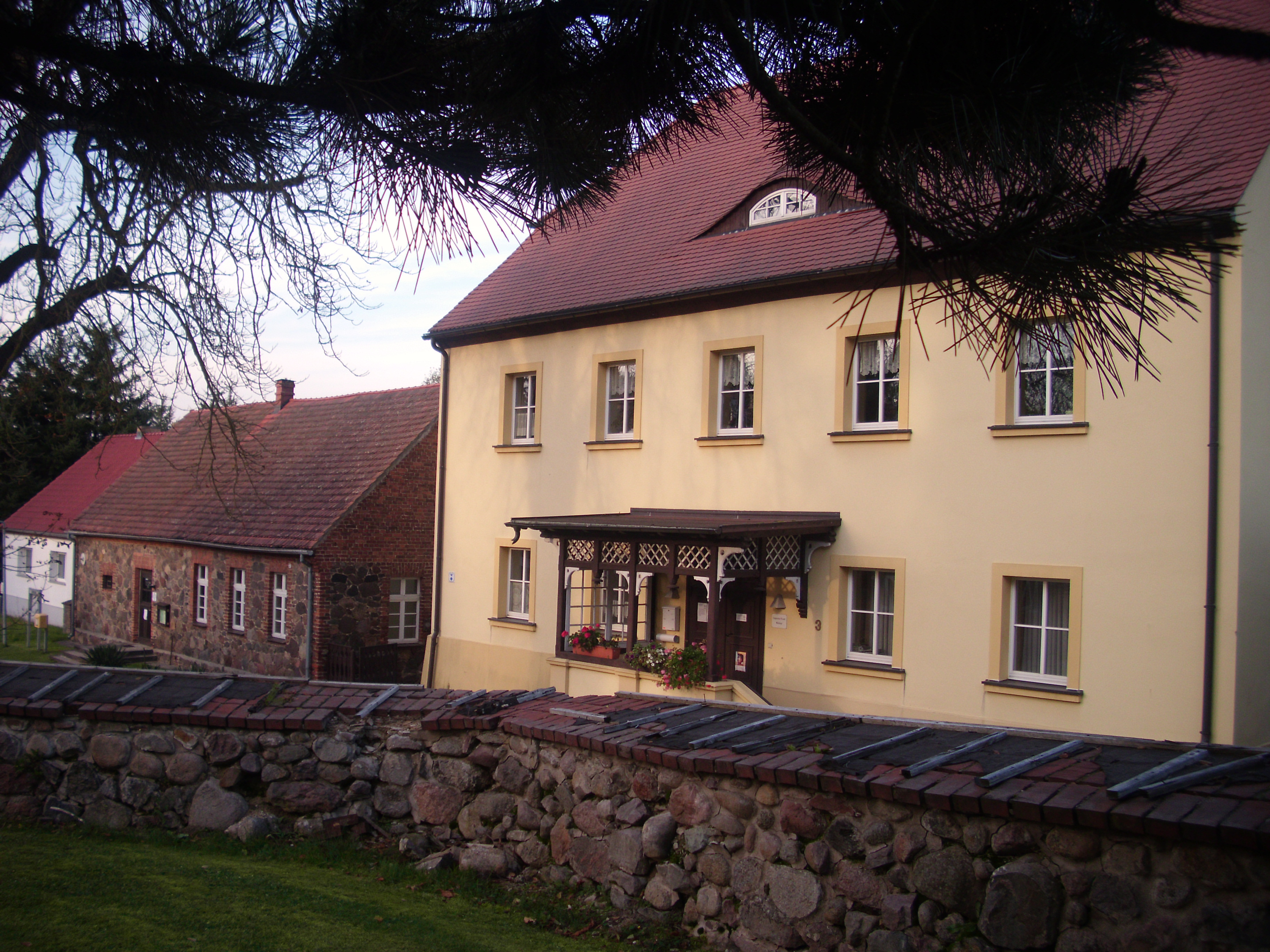
Pfarrhaus mit Nebengebäude aus Feldstein

Die Dorfkirche Möbiskruge ist eine frühgotische Saalkirche aus Feldstein aus der ersten Hälfte des 13. Jahrhunderts. Von der Ausstattung sind der Altaraufsatz aus der Zeit um 1580, drei Glocken und die Orgel von 1798 zu erwähnen.

## Persönlichkeiten
- Diplom-Agraringenieur Ökonom Hans-Dieter Wellkisch führte zusammen mit seiner Mutter bis 1960 eine private Bauernwirtschaft. Ging dann in die LPG und wurde Vorsitzender des Kooperationsrates und Vorsitzender der LPG Pflanzenproduktion Werner Lamberz. Er erhielt den Karl-Marx-Orden und den Vaterländischen Verdienstorden der DDR.[23] Am 22. Mai 1990 war seine Wahl zum Präsidenten des Landesbauernverbandes Brandenburg,[24] dort war er bis zu seinem Tod 2011 Ehrenmitglied. Er wurde nach der Wende Vorstandsvorsitzender der Agrargenossenschaft Neuzelle eG.[25] Wellkisch war Stellvertretender Vorsitzender des Kuratoriums Naturpark Schlaubetal.[26]